# Liste der Stolpersteine in Esslingen am Neckar

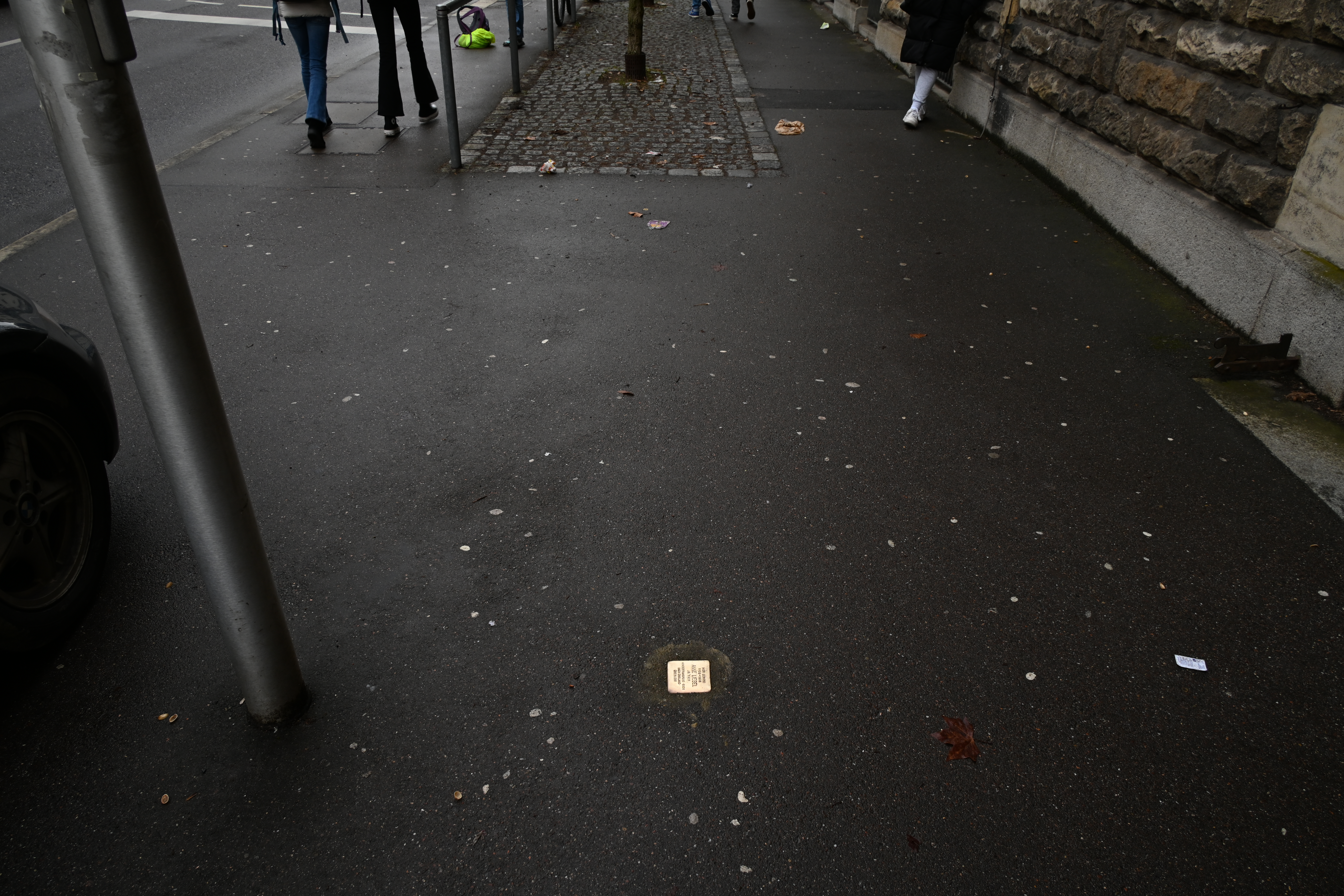
Stolperstein in der Neckarstraße

In der Liste der Stolpersteine in Esslingen am Neckar werden die in Esslingen am Neckar vorhandenen Stolpersteine aufgeführt, die im Rahmen des Projekts des Künstlers Gunter Demnig verlegt wurden. Stolpersteine erinnern an das Schicksal der Menschen, die von den Nationalsozialisten ermordet, deportiert, vertrieben oder in den Suizid getrieben wurden. Sie liegen im Regelfall vor dem letzten selbstgewählten Wohnsitz des Opfers.

## Verlegte Stolpersteine
In Esslingen am Neckar wurden mehr als siebzig Stolpersteine verlegt.
| Stolperstein | Inschrift | Verlegeort                             | Name, Leben |
| ------------ | --- | -------------------------------------- | --- |
|              | STEFAN ABROSSIMOV JG. 1920 RUSSISCHER ZWANGSARBEITER FIRMA HIRSCHMANN VERDACHT: SABOTAGE ÖFFENTLICH GEHÄNGT 31. MAI 1944                                                            | Obertürkheimer Straße 64 · Wohnlager · | Stefan Abrossimov wurde am 12. Dezember 1919 in Merefa im Kreis Charkow in der Ukraine geboren. Er musste Zwangsarbeit in der Firma Hirschmann in Mettingen leisten und wohnte in einem Wohnlager für ausländische Gefangene. Er wurde der Sabotage beschuldigt, vermutlich wegen Diebstahls alter Treibriemen, die von Zwangsarbeitern als Schuhsohlen verwendet wurden, denn viele von ihnen hatten auch im Winter kein festes Schuhwerk. Fallweise dienten die Lederstücke auch am Schwarzmarkt als Tauschobjekte. Stefan Abrossimov wurde am 21. Mai 1944 um 17.25 Uhr im Alter von 24 Jahren öffentlich gehängt. |
|              | HIER WOHNTE LORE AKULEWITSCH JG. 1921 DEPORTIERT 1942 ERMORDET IM BESETZTEN POLEN                                                                                                   | Mülbergerstraße 146 ·                  | Lore Akulewitsch wurde am 22. August 1921 als uneheliche Tochter einer jüdischen Mutter und eines katholischen Vaters geboren. Das Mädchen lebte zunächst in Baltmannsweiler und dann als Pflegekind der Familie Roos in Lichtenwald. Von 1928 bis 1937 war sie in der Wilhelmspflege, einem israelitischen Waisenhaus, untergebracht. Nach dem Ende der Schulzeit war sie Haustochter einer nicht-jüdischen Familie in Urbach. In den späten 1930er Jahren lebte Akulewitsch in Neu-Isenburg. 1942 wurde sie von Frankfurt am Main über Berlin nach Polen „zum Arbeitseinsatz“ verschleppt. Lore Akulewitsch kam im besetzten Polen ums Leben. Todestag und Todesort sind nicht bekannt. |
|              | SOFIJA BELKINA JG. 1867 RUSSISCHE ZWANGSARBEITERIN DEUTSCHE REICHSBAHN LAGER ZIEGELEI TOT 22.1.1945                                                                                 | Breslauer Straße 19 ·                  | Sofija Belkina wurde 1867 in Kukujewo in der Sowjetunion geboren. Sie war eine Witwe und musste für die Deutsche Reichsbahn Zwangsarbeit verrichten und war im Ostarbeiter-Lager gegenüber der Ziegelei untergebracht. In dieser Barackensiedlung waren ab 1941 rund 100 sowjetische Gefangene untergebracht. Sofija Belkina wurde 1941 oder 1942 nach Deutschland verschleppt. Über die Zeit ihrer Gefangenschaft ist nichts bekannt. Laut Sterbeurkunde ist sie am 22. Januar 1945 an „Altersschwäche“ verstorben. Die Verlegung des Stolpersteins für Sofija Belkina geht auf das Engagement von Schülern des Theodor-Heuss-Gymnasium im Schuljahr 2012/13 zurück. |
|              | HIER WOHNTE WALTRAUD BUCK JG. 1939 EINGEWIESEN 1940 HEIL- UND PFLEGEANSTALT WIESLOCH ERMORDET 1941                                                                                  | Pliensaustraße 20 ·                    | Waltraud Buck wurde am 4. März 1939 in Esslingen mit einer Hirnblutung geboren. Kurz nach der Geburt kam noch eine Magen-Darm-Infektion hinzu. Ihre Mutter begleitete sie anlässlich der Einweisung im November 1940 in die Heilanstalt Wiesloch und besuchte sie dort auch. Sie musste feststellen, dass sich der Gesundheitszustand ihrer Tochter kontinuierlich verschlechterte. Am 25. April 1941 wurde das Mädchen im Alter von 2 Jahren durch eine Überdosis Luminal ermordet. |
|              | HIER WOHNTE UND LERNTE DORIS EINSTEIN JG. 1928 DEPORTIERT 1941 RIGA ERMORDET 1942                                                                                                   | Mülbergerstraße 146 ·                  | Doris Einstein wurde 1928 geboren, ermordet 1942 in Riga, wurde im Israelitischen Waisenhaus erzogen, nachdem die jüdische Schule in Öhringen nach der Reichspogromnacht geschlossen worden war. Sie wurde am 1. Dezember 1941 nach Riga deportiert, wo sie im darauffolgenden Jahr ihr Leben verlor. |
|              | HIER WOHNTE FRITZ ERLANGER JG. 1913 VERHAFTET DACHAU 1941 DEPORTIERT 1941 RICHTUNG OSTEN ?                                                                                          | Mülbergerstraße 146 ·                  | Fritz Erlanger wurde 1913 geboren. Sie wurde 1941 verhaftet und deportiert. Über sein weiteres Schicksal ist nichts bekannt. Fritz Erlanger hatte als Lehrer im israelitischen Waisenhaus gearbeitet. |
|              | HIER WOHNTE RUTH GOLD JG. 1920 DEPORTIERT 1939 TARNOW AUSCHWITZ 1944 RAVENSBRÜCK ÜBERLEBT                                                                                           | Pliensaustraße 48 ·                    | Ruth Gold wurde am 16. August 1920 als zweites Kind von Fanny und Peter Gold geboren. Ihre Eltern führten das Schuhhaus Gold in der Pliensau. Ruth Gold besuchte von 1931 bis 1937 die Mädchenrealschule in Esslingen. Sie wurde 1939 nach Polen abgeschoben und war dort in verschiedenen Ghettos und Konzentrationslagern interniert, darunter Tarnow, Auschwitz-Birkenau und das Frauen KZ Ravensbrück. Sie wurde sie am 3. Mai 1945 von der Roten Armee befreit. Im August 1945 kehrte sie nach Esslingen zurück. Sie heiratete Moses Rontal, den Kantor der Jüdischen Gemeinde von Stuttgart. Das Ehepaar lebte später in Chicago, wo Ruth Rontal von 1963 bis 1985 als Sozialarbeiterin tätig war. Das Ehepaar besuchte 1984 mit einer Besuchergruppe Esslingen. |
|              | HIER WOHNTE LEOPOLD GOLDSCHMIDT JG. 1915 FLUCHT 1933 BRASILIEN ÜBERLEBT | Neckarstraße 82 ·                      | Leopold Goldschmidt war ein Schüler am heutigen Georgii-Gymnasium. |
|              | HIER LERNTE 1925-1933 LEOPOLD GOLDSCHMIDT JG. 1915 FLUCHT 1933 BRASILIEN ÜBERLEBT                                                                                                   | Lohwasen 1, Georgii-Gymnasium ·        | Leopold Goldschmidt war ein Schüler am heutigen Georgii-Gymnasium. |
|              | HIER WOHNTE MARTA GOLDSCHMIDT JG. 1918 FLUCHT 1936 BRASILIEN ÜBERLEBT | Neckarstraße 82 ·                      | Marta Goldschmidt war eine Schülerin am heutigen Georgii-Gymnasium. Sie konnte mit ihren Eltern nach Brasilien fliehen. |
|              | HIER LERNTE 1929-1935 MARTA GOLDSCHMIDT JG. 1918 FLUCHT 1936 BRASILIEN ÜBERLEBT | Lohwasen 1, Georgii-Gymnasium ·        | Marta Goldschmidt war eine Schülerin am heutigen Georgii-Gymnasium. Sie konnte mit ihren Eltern nach Brasilien fliehen. |
|              | HIER WOHNTE THEKLA GOLDSCHMIDT GEB. NEUMANN JG. 1885 FLUCHT 1936 BRASILIEN ÜBERLEBT                                                                                                 | Neckarstraße 82 ·                      | Thekla Goldschmidt, geborene Neumann (1885–) |
|              | HIER WOHNTE WALTER GOLDSCHMIDT JG. 1882 FLUCHT 1936 BRASILIEN ÜBERLEBT | Neckarstraße 82 ·                      | Walter Goldschmidt (1882–) |
|              | HIER WOHNTE HELENE GOTTHARD JG. 1916 EINGEWIESEN 1940 'HEILANSTALT' GRAFENECK ERMORDET 3.10.1940                                                                                    | Küferstraße 4 ·                        | Helene Gotthard wurde am 8. März 1916 geboren und am 3. Oktober 1940 in Grafeneck ermordet. Sie war eine Tochter von Josef und Katharina Gotthard und wuchs in der Küferstraße 4 auf. Ab ihrem 14. Lebensjahr litt sie an Epilepsie, daher wurde sie nach dem Tod ihrer Mutter 1938 in der Anstalt Stetten untergebracht. Im September 1940 wurde sie nach Grafeneck „verlegt“, wo sie wahrscheinlich in der Gaskammer starb. |
|              | HIER ARBEITETE JOACHIM GOTTSCHALK JG. 1904 FLUCHT IN DEN TOD 6.11.1941 BERLIN | Strohstraße 1 ·                        | Joachim Gottschalk |
|              | MICHAEL GOTTSCHALK GEB. 19.2.1933 MIT IN DEN TOD GENOMMEN 6.11.1941 BERLIN | Strohstraße 1 ·                        | Michael Gottschalk |
|              | HIER WOHNTE BERTHA GUGENHEIM JG. 1880 DEPORTIERT 1941 RIGA ? | Schelztorstraße 17 ·                   | Bertha Gugenheim wurde am 26. Oktober 1880 in Esslingen als zweites Kind von Gustav Gugenheim und Julie geb. Schottländer geboren. Sie hatte zwei Schwestern und einen Bruder. Bertha war von Beruf Kontoristin, blieb unverheiratet und wohnte bis 1938 in der Schelztorstraße 17. Sie wurde am 1. Dezember 1941 nach Riga deportiert und vermutlich dort ermordet. |
|              | HIER WOHNTE FANNY HAMMEL GESCH. PERLEN JG. 1894 DEPORTIERT 1941 RIGA ERMORDET | Webergasse 15 ·                        | Fanny Hammel, geschiedene Perlen |
|              | HIER WOHNTE ELISE HEINZMANN JG. 1883 EINGEWIESEN 1935 HEILANSTALT WEINSBERG 'VERLEGT' 4.6.1940 GRAFENECK ERMORDET 4.6.1940 'AKTION T4'                                              | Mittlere Beutau 15 ·                   | Elise Heinzmann (1883-1940) |
|              | AMALIE HOTZ | Hindenburgstraße 27 ·                  | Amalie Hotz |
|              | HIER WOHNTE HERMANN KATZ JG. 1880 AUSGEWIESEN 1938 POLEN ? | Mittlere Beutau 13 ·                   | Hermann Katz (1880–1938/45) |
|              | HIER WOHNTE ROSA HILDE KATZ JG. 1913 AUSGEWIESEN 1938 POLEN ? | Mittlere Beutau 13 ·                   | Rosa Hilde Katz (1913–1938/45) |
|              | HIER WOHNTE SARAH KATZ JG. 1886 AUSGEWIESEN 1938 POLEN ? | Mittlere Beutau 13 ·                   | Sarah Katz (1886–1938/45) |
|              | HIER WOHNTE THEA KAUFMANN JG. 1923 DEPORTIERT 1941 RIGA 1944 STUTTHOF ERMORDET | Mülbergerstraße 146 ·                  | Thea Kaufmann wurde 1923 geboren und 1944 oder 1945 im KZ Stutthof ermordet. Sie wurde im Israelitischen Waisenhaus erzogen, nachdem sie 1933 ihren Vater verloren hatte. Sie stammte aus Berlichingen. Sie wurde am 1. Dezember 1941 von Stuttgart aus nach Riga deportiert und kam im KZ Stutthof um. |
|              | ANDREJ KOWALIOW JG. 1923 RUSSISCHER ZWANGSARBEITER DEUTSCHE REICHSBAHN LAGER ZIEGELEI TOT BEI BOMBENANGRIFF 20.10.1944                                                              | Breslauer Straße 19 ·                  | Andrej Kowaliow (1923–1944), war ein sowjetischer Zwangsarbeiter, der im Lager „Ziegelei“ festgehalten wurde. |
|              | HIER WOHNTE EUGEN FRIEDRICH LAIBLE JG. 1905 EINGEWIESEN 1940 'HEILANSTALT' GRAFENECK ERMORDET 23.6.1940                                                                             | Heugasse 31 ·                          | Eugen Laible wurde am 10. Juni 1905 geboren und am 23. Juni 1940 in Grafeneck ermordet. Er war das jüngste Kind des Küfermeisters Wilhelm Laible und seiner Ehefrau Maria. Er wuchs in der Heugasse 31 auf. 1921 begann er eine Lehre als Chemigraf beim Schreiber-Verlag. 1924 erlitt er bei einem Fahrradunfall eine Kopfverletzung, die bleibende Schäden hinterließ. Deshalb lebte er ab 1925 in der Heilanstalt Winnental. Am 3. Juni 1940 wurde er nach Grafeneck gebracht, wo er angeblich an einem Magengeschwür und Bauchfellentzündung starb. |
|              | NAZAR LASARENKO JG. 1923 ZWANGSARBEIT 1944 LAGER SCHWERTMÜHLE ESSLINGEN AM NECKAR GEHENKT 19.5.1944                                                                                 | Schwertmühle ·                         | Nazar Lasarenko, geboren 1923, war ein sowjetischer Zwangsarbeiter, der von der Gestapo erhängt wurde. Er war einer von rund 2.000 verschleppten Sowjetbürgern, die im Lager Schwertmühle unter menschenunwürdigen Bedingungen untergebracht waren und oft bis zum Tod arbeiten mussten. Er wurde 1944 des Diebstahls eines Treibriemens bezichtigt und zum Tode verurteilt um ein Exempel zu statuieren. Andere sowjetische Zwangsarbeiter wurden am 19. April 1944 gezwungen, Zeugen der Hinrichtung zu werden. |
|              | HIER WOHNTE RIKA LAUCHHEIMER JG. 1872 DEPORTIERT 1941 ERMORDET IN RIGA | Landolinsgasse 8/1 ·                   | Rika Lauchheimer |
|              | HIER WOHNTE BORIS LEDERMANN JG. 1923 FLUCHT 1941 BELGIEN INTERNIERT 1941 KZ BREENDONK TOT 22.9.1941                                                                                 | Richard-Hirschmann-Straße 17 ·         | Boris Ledermann wurde um 1924 geboren und am 22. September 1941 in Antwerpen ermordet. Boris Ledermann gehörte einer russischstämmigen Familie an und lebte zuletzt in der Ottilienstraße (heute: Richard-Hirschmann-Straße 17). Er wurde 1938 in der Johanneskirche konfirmiert und besuchte bis 1939 das Gymnasium in Esslingen, ehe die Familie nach Belgien zog. Nach dem Überfall der Nationalsozialisten auf Russland sollte Boris Ledermanns Vater verhaftet werden. Die Gestapo traf jedoch im Haus der Familie nur den Sohn an und verschleppte ihn ins KZ Breendonk, in dem er drei Monate lang festgehalten wurde. Der Totenschein wurde jedoch in einem Militärlazarett in Antwerpen ausgestellt. |
|              | HIER LERNTE 1934 BIS 1939 BORIS LEDERMANN JG. 1923 FLUCHT 1941 BELGIEN INTERNIERT 1941 KZ BREENDONK TOT 22.9.1941                                                                   | Lohwasen 1, Georgii-Gymnasium ·        | Boris Ledermann wurde um 1924 geboren und am 22. September 1941 in Antwerpen ermordet. Boris Ledermann gehörte einer russischstämmigen Familie an und lebte zuletzt in der Ottilienstraße (heute: Richard-Hirschmann-Straße 17). Er wurde 1938 in der Johanneskirche konfirmiert und besuchte bis 1939 das Gymnasium in Esslingen, ehe die Familie nach Belgien zog. Nach dem Überfall der Nationalsozialisten auf Russland sollte Boris Ledermanns Vater verhaftet werden. Die Gestapo traf jedoch im Haus der Familie nur den Sohn an und verschleppte ihn ins KZ Breendonk, in dem er drei Monate lang festgehalten wurde. Der Totenschein wurde jedoch in einem Militärlazarett in Antwerpen ausgestellt. |
|              | HIER WOHNTE ANNE LIEBEL JG. 1920 KINDERTRANSPORT 1936 NACH ENGLAND ÜBERLEBT | Silcherstraße 11 ·                     | Anne Liebel wurde am 13. Februar 1920 in Esslingen geboren. Sie war die Tochter von Julie und Viktor Liebel. Sie nahm am evangelischen Religionsunterricht teil und wurde in der Johanneskirche konfirmiert. Bis 1936 besuchte sie die Mädchen-Mittelschule (jetzt: Mörike-Gymnasium), danach wurde sie von ihren Eltern nach England geschickt. Dort arbeitete sie in einer Fabrik in Leeds und holte an einer Abendschule das Abitur nach. Sie leistete Zivildienst in der Britischen Armee und kam 1945 mit der Civil Censorship Division der US Army nach Esslingen zurück. 1947 kehrte sie nach England zurück, 1948 reiste sie in die USA aus. Zusammen mit ihrem Bruder Georg ließ sie einen Gedenkstein für ihre Eltern auf dem Ebershaldenfriedhof aufstellen. |
|              | HIER LERNTE 1930-1936 ANNE LIEBEL JG. 1920 KINDERTRANSPORT 1936 NACH ENGLAND ÜBERLEBT                                                                                               | Lohwasen 1, Georgii-Gymnasium ·        | Anne Liebel wurde am 13. Februar 1920 in Esslingen geboren. Sie war die Tochter von Julie und Viktor Liebel. Sie nahm am evangelischen Religionsunterricht teil und wurde in der Johanneskirche konfirmiert. Bis 1936 besuchte sie die Mädchen-Mittelschule (jetzt: Mörike-Gymnasium), danach wurde sie von ihren Eltern nach England geschickt. Dort arbeitete sie in einer Fabrik in Leeds und holte an einer Abendschule das Abitur nach. Sie leistete Zivildienst in der Britischen Armee und kam 1945 mit der Civil Censorship Division der US Army nach Esslingen zurück. 1947 kehrte sie nach England zurück, 1948 reiste sie in die USA aus. Zusammen mit ihrem Bruder Georg ließ sie einen Gedenkstein für ihre Eltern auf dem Ebershaldenfriedhof aufstellen. |
|              | HIER WOHNTE GEORG LIEBEL JG. 1916 FLUCHT 1939 ENGLAND ÜBERLEBT | Silcherstraße 11 ·                     | Georg Liebel wurde 1916 in Wien geboren. Er war der Sohn von Julie und Viktor Liebel. Er zog mit seiner Familie in seiner frühen Kindheit nach Esslingen. Er nahm am evangelischen Religionsunterricht teil und wurde in der Johanneskirche konfirmiert. 1936 legte er am späteren Georgii-Gymnasium das Abitur ab und immatrikulierte sich an der TH Stuttgart für den Studiengang Chemie. Dies war möglich, weil er als Sohn eines Frontkämpfers galt und evangelisch getauft war. 1938 wurde er aber wegen seiner jüdischen Herkunft zwangsexmatrikuliert. Im März 1939 gelangte er mit einem Studentenvisum nach England. Er setzte sein Studium in Leeds fort, bis er im Mai 1940 als feindlicher Ausländer nach Kanada deportiert wurde, wo er zwei Jahre als Kriegsgefangener verbrachte. Georg Liebel blieb in Kanada und gründete dort mit einer ebenfalls aus Deutschland geflohenen Frau eine Familie. Zusammen mit seiner Schwester Anne ließ er einen Gedenkstein für seine Eltern auf dem Ebershaldenfriedhof aufstellen. |
|              | HIER LERNTE 1927 BIS 1936 GEORG LIEBEL JG. 1916 FLUCHT 1939 ENGLAND ÜBERLEBT | Lohwasen 1, Georgii-Gymnasium ·        | Georg Liebel wurde 1916 in Wien geboren. Er war der Sohn von Julie und Viktor Liebel. Er zog mit seiner Familie in seiner frühen Kindheit nach Esslingen. Er nahm am evangelischen Religionsunterricht teil und wurde in der Johanneskirche konfirmiert. 1936 legte er am späteren Georgii-Gymnasium das Abitur ab und immatrikulierte sich an der TH Stuttgart für den Studiengang Chemie. Dies war möglich, weil er als Sohn eines Frontkämpfers galt und evangelisch getauft war. 1938 wurde er aber wegen seiner jüdischen Herkunft zwangsexmatrikuliert. Im März 1939 gelangte er mit einem Studentenvisum nach England. Er setzte sein Studium in Leeds fort, bis er im Mai 1940 als feindlicher Ausländer nach Kanada deportiert wurde, wo er zwei Jahre als Kriegsgefangener verbrachte. Georg Liebel blieb in Kanada und gründete dort mit einer ebenfalls aus Deutschland geflohenen Frau eine Familie. Zusammen mit seiner Schwester Anne ließ er einen Gedenkstein für seine Eltern auf dem Ebershaldenfriedhof aufstellen. |
|              | HIER WOHNTE JULIE LIEBEL GEB. SUSSMANN JG. 1889 DEPORTIERT 1942 IZBICA ERMORDET 1942                                                                                                | Silcherstraße 11 ·                     | Julie Liebel, geborene Sussmann, wurde um 1889 geboren und am oder nach dem 6. September 1942 in Polen ermordet. Sie heiratete 1913 Viktor Liebel, mit dem sie die Kinder Georg und Anne bekam. Die Familie lebte in Esslingen zunächst in der Ottilienstraße (heute:Richard-Hirschmann-Straße), ab 1928 in der Silcherstraße. Anfang 1939 musste Julie Liebel mit ihrem Ehemann und Sohn Georg nach Stuttgart ziehen. Zunächst waren sie in der Werastraße, ab 1941 im „Judenhaus“ Urbanstraße 116 untergebracht. Im Frühjahr 1942 wurde das Ehepaar Liebel nach Polen deportiert. Das letzte Lebenszeichen stammt vom 6. September 1942. Ein Gedenkstein mit englischsprachiger Inschrift auf dem Ebershaldenfriedhof erinnert an Julie Liebel und ihren Mann. |
|              | HIER WOHNTE VIKTOR LIEBEL JG. 1885 DEPORTIERT 1942 IZBICA ERMORDET 1942 | Silcherstraße 11 ·                     | Viktor Liebel wurde 1885 in Nikolsburg in Mähren geboren und am oder nach dem 6. September 1942 in Polen ermordet. Er arbeitete als Diplom-Ingenieur ab 1912 bei der Maschinenfabrik Esslingen in der Abteilung Brückenbau. Liebel heiratete 1913 Julie Sussmann in Wien. Das Ehepaar wohnte in Esslingen zunächst in der Ottilienstraße (heute: Richard-Hirschmann-Straße) und ab 1928 in der Silcherstraße. 1938 wurde Viktor Liebel vier Wochen lang als „politischer Schutzhäftling“ im KZ Dachau interniert. Im Anschluss daran verlor er seine Arbeitsstelle. Viktor Liebel musste mit Frau und Sohn Anfang 1939 nach Stuttgart ziehen. Zunächst waren sie in der Werastraße, ab 1941 im „Judenhaus“ Urbanstraße 116 untergebracht. Ein Tiefbauunternehmer gab Viktor Liebel noch zeitweise Arbeit. Im Frühjahr 1942 wurde er zusammen mit seiner Ehefrau nach Polen deportiert. Das letzte Lebenszeichen stammt vom 6. September 1942. Ein Gedenkstein mit englischsprachiger Inschrift auf dem Ebershaldenfriedhof erinnert an Viktor Liebel und seine Frau. |
|              | HIER WOHNTE WILHELM FRIEDRICH LÖW JG. 1906 EINGEWIESEN 1923 HEILANSTALT STETTEN 'VERLEGT' 12.11.1940 GRAFENECK ERMORDET 12.11.1940 'AKTION T4'                                      | Mittlere Beutau 3 ·                    | Wilhelm Friedrich Löw, geboren am 11. Juni 1906 in Esslingen, ermordet am 12. November 1940 in Grafeneck, war ein Opfer der Aktion T4. 1923 wurde er in der Anstalt Stetten aufgenommen. Dort wurde er als geistig schwach, aber treu in der Arbeit in der Gärtnerei und im Haus beschrieben. Am 12. November 1940 stand Wilhelm Friedrich Löw auf der Transportliste Nummer fünf aus Stetten. Der Versuch in Stetten, ihn aufgrund seiner Tätigkeit als Gartenhelfer von der Liste zu streichen, scheiterte. Er wurde von einem der grauen Busse aus Stetten abtransportiert und in Grafeneck ermordet. |
|              | HIER WOHNTE ILSE LÖWENTHAL JG. 1919 DEPORTIERT 1941 RIGA ERMORDET | Obertorstraße 45 ·                     | Ilse Löwenthal wurde am 5. März 1909 geboren und nach dem 26. März 1942 ermordet. Sie war eine Tochter von Leopold und Jette Löwenthal. Sie arbeitete als Sekretärin im Israelitischen Waisenhaus und lebte im Haus ihrer Eltern. Am 1. Dezember 1941 wurde sie deportiert und danach ermordet; in einer Todeserklärung wurde als Todestag der 26. März 1942 angegeben. |
|              | HIER WOHNTE JETTE LÖWENTHAL GEB.WERTHEIMER JG. 1873 DEPORTIERT 1942 THERESIENSTADT ERMORDET 1.2.1943                                                                                | Obertorstraße 45 ·                     | Jette Löwenthal (1873-1943), geborene Wertheimer, wurde am 22. August 1873 geboren und im Frühjahr 1943 im KZ Theresienstadt ermordet. Sie heiratete 1897 den Wirtshausbesitzer Leopold Löwenthal, der eine Handlung für chemisch-technische Produkte gründete. Nach seinem Tod im Jahr 1932 führte sie das Geschäft in der Obertorstraße weiter, bis es 1938 von den Nationalsozialisten geschlossen wurde. Sie wurde am 22. August 1942 über das KZ Tigerfeld nach Theresienstadt deportiert, wo sie 1943 ihr Leben verlor. Die Angaben über ihr Todesdatum sind uneinheitlich. |
|              | JOHANN LUBELA JG. 1915 RUSSISCHER ZWANGSARBEITER DEUTSCHE REICHSBAHN LAGER ZIEGELEI TOT BEI BOMBENANGRIFF 20.10.1944                                                                | Breslauer Straße 19 ·                  | Johann Lubela (1915–1944), wurde im Lager „Ziegelei“ als Zwangsarbeiter festgehalten. |
|              | HIER WOHNTE ADOLF ERNST MAIER JG. 1905 EINGEWIESEN 1914 HEILANSTALT STETTEN 'VERLEGT' 10.9.1940 GRAFENECK ERMORDET 10.9.1940 'AKTION T4'                                            | Landolinstraße 8 ·                     | Adolf Ernst Maier wurde am 29. Oktober 1905 in Esslingen geboren. Nach dem Tod seiner Eltern kam er 1908 in eine Pflegefamilie. 1914 wurde er in der Anstalt Stetten aufgenommen, da er sich nicht altersgerecht entwickelte. Zeitweise war er in Mariaberg sowie in Zwiefalten in Einrichtungen untergebracht, bevor er 1930 in der Anstalt Stetten zurückkehrte. Adolf Ernst Maier wurde am 10. September 1940 mit dem ersten Transport aus Stetten nach Grafeneck deportiert und dort am selben Tag ermordet. Er war ein Opfer der Aktion T4. |
|              | HIER WOHNTE MAGDALENE MAIER-LEIBNITZ JG. 1916 ZULETZT BEHANDELT IN PRIV. HEILANSTALT KENNENBURG ZWISCHENANSTALT WEINSBERG ERMORDET 22.4.1941 IN 'HEILANSTALT' HADAMAR               | Deffnerstraße 5 ·                      | Magdalene Maier-Leibnitz geboren 1916 in Esslingen; ermordet am 22. April 1941 in Hadamar, wurde als Tochter von Hermann Maier-Leibnitz im Kaisheimer Pfleghof geboren. Ihr Bruder war der spätere Kernphysiker Heinz Maier-Leibnitz, ihr Onkel Reinhold Maier. Sie wuchs in der Deffnerstraße 5 auf, besuchte die Burgschule und ab 1926 das spätere Georgii-Gymnasium, bis sie diese Schule aus Krankheitsgründen 1932 verließ. Danach wurde sie an zwei reformpädagogischen Internatsschulen, darunter dem Internat Salem, unterrichtet und durchlebte mehrere Klinikaufenthalte. Ab 1938 war sie in der Heilanstalt Kennenburg untergebracht. Die Diagnose Schizophrenie war verhängnisvoll für Magdalene Maier-Leibnitz: Schon 1939 verlangte das Stuttgarter Innenministerium eine Verlegung der Patientin, am 27. März 1941 kam Magdalene Maier-Leibnitz in Weinsberg an. Am 22. April desselben Jahres wurde sie in die Tötungsanstalt Hadamar abtransportiert und vergast. Der Familie gegenüber wurde behauptet, die junge Frau sei am 2. Mai 1941 an einer Lungenblutung gestorben. |
|              | HIER LERNTE 1926 BIS 1932 MAGDALENE MAIER-LEIBNITZ JG. 1916 ZULETZT BEHANDELT IN PRIV. HEILANSTALT KENNENBURG ZWISCHENANSTALT WEINSBERG ERMORDET 22.4.1941 IN 'HEILANSTALT' HADAMAR | Lohwasen 1, Georgii-Gymnasium ·        | Magdalene Maier-Leibnitz geboren 1916 in Esslingen; ermordet am 22. April 1941 in Hadamar, wurde als Tochter von Hermann Maier-Leibnitz im Kaisheimer Pfleghof geboren. Ihr Bruder war der spätere Kernphysiker Heinz Maier-Leibnitz, ihr Onkel Reinhold Maier. Sie wuchs in der Deffnerstraße 5 auf, besuchte die Burgschule und ab 1926 das spätere Georgii-Gymnasium, bis sie diese Schule aus Krankheitsgründen 1932 verließ. Danach wurde sie an zwei reformpädagogischen Internatsschulen, darunter dem Internat Salem, unterrichtet und durchlebte mehrere Klinikaufenthalte. Ab 1938 war sie in der Heilanstalt Kennenburg untergebracht. Die Diagnose Schizophrenie war verhängnisvoll für Magdalene Maier-Leibnitz: Schon 1939 verlangte das Stuttgarter Innenministerium eine Verlegung der Patientin, am 27. März 1941 kam Magdalene Maier-Leibnitz in Weinsberg an. Am 22. April desselben Jahres wurde sie in die Tötungsanstalt Hadamar abtransportiert und vergast. Der Familie gegenüber wurde behauptet, die junge Frau sei am 2. Mai 1941 an einer Lungenblutung gestorben. |
|              | HIER LERNTE 1927-1934 ELLA MOSES JG. 1916 FLUCHT 1939 ENGLAND USA ÜBERLEBT | Neckarstraße · Mörike-Gymnasium ·      | Ella Moses war eine Schülerin am heutigen Mörike-Gymnasium in der Neckarstraße. |
|              | HIER WOHNTE BERTHOLD OPPENHEIMER JG. 1895 DEPORTIERT 1941 RIGA ERMORDET 1942 | Neckarstraße 85 ·                      | Berthold Oppenheimer, geboren um 1895; ermordet wahrscheinlich am 26. März 1942 in Riga. Er war ein Sohn des Viehhändlers Moritz Oppenheimer (1867–1927) und dessen Frau Rosalie, geborene Löwenthal (geboren 1870) und wuchs in Esslingen auf. Er führte nach dem Tod seines Vaters die Viehhandlung der Familie weiter. 1929 heiratete er Martha Rotschild aus Randegg. Aus der Ehe ging der 1930 geborene Sohn Martin hervor. Berthold Oppenheimer war der letzte Vorsteher der jüdischen Gemeinde in Esslingen. Er wurde 1938 für einen Monat im KZ Dachau inhaftiert und musste danach Zwangsarbeit leisten. Im November 1941 wurde er mit Frau und Kind aus seiner Wohnung abgeholt und von Stuttgart aus nach Riga deportiert, wo er ermordet wurde. |
|              | HIER WOHNTE MARGIT OPPENHEIMER JG. 1922 DEPORTIERT 1943 THERESIENSTADT 1944 AUSCHWITZ ÜBERLEBT                                                                                      | Mülbergerstraße 146 ·                  | Margit Oppenheimer wurde 1921 oder 1922 in Stuttgart geboren. Sie war eine Tochter des jüdischen Viehhändlers Moses Oppenheimer und seiner christlichen Ehefrau. Nach der Ehescheidung ihrer Eltern wuchs sie mit den Geschwistern beim Vater auf, der 1935 aufgrund der Nürnberger Rassegesetze verhaftet wurde, zwischenzeitlich zwar noch einmal freikam, aber 1939 im KZ Buchenwald sein Leben verlor. Die Kinder kamen nach der Scheidung in das israelitische Waisenhaus in Esslingen. Margit Oppenheimer arbeitete nach ihrer Schulentlassung als Hausmädchen in Neuffen, kehrte jedoch in den Ferien und bei anderen Gelegenheiten häufig in das Waisenhaus zurück, wo sie auch die Verwüstungen der Reichspogromnacht miterlebte. Eine Auswanderung nach Dänemark, wohin ihre ältere Schwester bereits gezogen war, gelang nicht mehr. Margit Oppenheimer begann deshalb eine Lehre in einem jüdischen Gärtnereibetrieb in Hannover, später arbeitete sie in einer Feuerbacher Gärtnerei. Sie wurde im Mai 1943 deportiert. Sie kam nach Theresienstadt, wo auch ihr Bruder inhaftiert wurde, und meldete sich von dort aus zu einem Transport, um ihrem Verlobten, den sie in Theresienstadt kennengelernt hatte, folgen zu können. Dadurch geriet sie in das KZ Auschwitz, wo sie sich zu einem Arbeitstransport an die tschechoslowakische Grenze meldete. So gelangte Oppenheimer nach Náchod und überlebte das Dritte Reich. Sie traf nach Kriegsende ihre Mutter und ihren Bruder, nicht aber ihren Verlobten lebend wieder. Margit Oppenheimer wanderte 1945 nach Palästina aus und heiratete später einen Jugendfreund aus dem Waisenhaus. |
|              | HIER WOHNTE MARTHA OPPENHEIMER GEB. ROTHSCHILD JG. 1901 DEPORTIERT 1941 RIGA ERMORDET 1942                                                                                          | Neckarstraße 85 ·                      | Martha Oppenheimer, geborene Rothschild, wurde um 1911 geboren und wahrscheinlich am 26. März 1942 in Riga ermordet. Sie war eine Tochter des Ehepaares Jakob und Adele Rotschild aus Randegg. Sie heiratete 1929 den Esslinger Viehhändler Berthold Oppenheimer, mit dem sie den Sohn Martin bekam. Im November 1941 wurde sie mit Mann und Kind aus ihrer Wohnung abgeholt und von Stuttgart aus nach Riga deportiert, wo sie ermordet wurde. (1901-1942) |
|              | HIER WOHNTE MARTIN OPPENHEIMER JG. 1930 DEPORTIERT 1941 RIGA ERMORDET 1942 | Neckarstraße 85 ·                      | Martin Oppenheimer wurde 1930 geboren und wahrscheinlich am 26. März 1942 in Riga ermordet. Er war der Sohn von Martha und Berthold Oppenheimer, wuchs in Esslingen auf, besuchte zunächst die Volksschule und dann den Unterricht im jüdischen Waisenhaus. Martin Oppenheimer wurde 1941 zusammen mit seinen Eltern nach Riga deportiert, wo er ermordet wurde. |
|              | HIER WOHNTE ROSALIE OPPENHEIMER GEB.LÖWENTHAL JG. 1870 DEPORTIERT 1942 THERESIENSTADT ERMORDET 1942 IN MALY TROSTINEC                                                               | Obertorstraße 45 ·                     | kam am 8. Dezember 1870 zur Welt. Sie war eine Tochter von Emma und Moritz Löwenthal und heiratete Moritz Oppenheimer. Aus der Ehe ging der Sohn Berthold hervor. Nachdem sie zwangsenteignet worden war, lebte Rosalie Oppenheimer im Jüdischen Altersheim in Stuttgart. 1942 wurde sie deportiert. Nach Stationen im KZ Tigerfeld und im KZ Theresienstadt kam sie im Vernichtungslager Maly Trostinez ums Leben. |
|              | HIER WOHNTE ALFRED PERLEN JG. 1925 FLUCHT 1937 SCHWEIZ | Webergasse 15 ·                        | Alfred Perlen (1925-1996) |
|              | HIER WOHNTE HANS KARL PERLEN JG. 1891 VERHAFTET 1938 VERDACHT 'RASSENSCHANDE' ZUCHTHAUS LUDWIGSBURG ARBEITSLAGER 1941 FÜRSTENWALDE DEPORTIERT AUSCHWITZ ERMORDET 1944               | Webergasse 15 ·                        | Hans Karl Perlen (1891-1944) |
|              | HIER WOHNTE UND LERNTE ROLF MORITZ ROSENFELD JG. 1929 DEPORTIERT 1942 THERESIENSTADT 1943 AUSCHWITZ ERMORDET                                                                        | Mülbergerstraße 146 ·                  | Rolf Moritz Rosenfeld wurde 1929 geboren. Er war der Sohn einer alleinerziehenden, berufstätigen Mutter, die ihn in der Wilhelmspflege untergebracht hatte. Er wurde 1942 nach Theresienstadt deportiert und 1943 in Auschwitz getötet. |
|              | HIER WOHNTE UND LEHRTE THEODOR ROTHSCHILD JG. 1876 DEPORTIERT 1942 THERESIENSTADT TOT 10.7.1944                                                                                     | Mülbergerstraße 146 ·                  | Theodor Rothschild wurde um 1878 geboren. Er war der Leiter des israelitischen Waisenheims in Esslingen und kam nach seiner Deportation im KZ Theresienstadt ums Leben. |
|              | HIER STUDIERTE THEODOR ROTHSCHILD JG. 1876 DEPORTIERT 1942 THERESIENSTADT ERMORDET 10.7.1944                                                                                        | Beblingerstraße 3 ·                    | Theodor Rothschild wurde um 1878 geboren. Er war der Leiter des israelitischen Waisenheims in Esslingen und kam nach seiner Deportation im KZ Theresienstadt ums Leben. |
|              | HIER WOHNTE UND ARBEITETE ROSI RUBEN GEB. SCHUL JG. 1915 AUSGEWIESEN 1938 POLEN FLUCHT 1939 ÜBERLEBT IN ENGLAND                                                                     | Mülbergerstraße 146 ·                  | Rosi Ruben, geborene Schul, wurde 1915 geboren. Sie war Erzieherin im israelitischen Waisenhaus. 1933 wurde sie nach Polen ausgewiesen. Von dort konnte sie nach England fliehen und überlebte so den Holocaust. |
|              | HIER WOHNTE CARLO SCHÖNHAAR JG. 1924 FLUCHT 1934 PARIS IM WIDERSTAND VERHAFTET VON GESTAPO KRIEGSGERICHT HINGERICHTET 17.4.1942 BEI PARIS                                           | Hindenburgstraße 48 ·                  | Carlo Schönhaar war der Sohn von Eugen und Odette Schönhaar und wurde als Widerstandskämpfer gegen die Nationalsozialisten am 17. April 1942 in Paris erschossen. |
|              | HIER WOHNTE EUGEN SCHÖNHAAR JG. 1898 VERHAFTET 1933 KZ ORANIENBURG VON GESTAPO ERSCHOSSEN 1.2.1934 IN BERLIN                                                                        | Hindenburgstraße 48 ·                  | Eugen Schönhaar wurde am 30. Oktober 1898 geboren uns am 1. Februar 1934 in Berlin ermordet. Er war ein Sohn von Karl und Marie Schönhaar. Er wuchs in der Oberen Beutau 6 auf, war schon als Jugendlicher in der sozialistischen Jugend aktiv und absolvierte eine Lehre zum Eisendreher. Später war er Facharbeiter an der Maschinenfabrik Esslingen. 1916 wurde er wegen Teilnahme an einer illegalen Antikriegsdemonstration zu drei Monaten Haft verurteilt. 1917 wurde er an die Front geschickt, wo er verwundet wurde. Nachdem 1918 die KPD gegründet worden war, wurde er in dieser Partei aktiv. Ab 1920 gehörte er der Reichsführung der KJD an. Er wurde Redakteur der Jungen Garde und hatte führende Aufgaben in der Jugendinternationale, der Internationalen Arbeiterhilfe und dem Zentralkomitee der KPD in Berlin. Der Ehe mit seiner Frau Odette entstammt sein Sohn Carlo, der 1924 geboren und 1942 hingerichtet wurde. Ab 1920 wohnte die Familie in der Hindenburgstraße 48. Schönhaar organisierte nach der Machtübernahme der NSDAP antifaschistische Flugschriften. Er wurde am 11. November 1933 verhaftet und ins KZ Oranienburg gebracht. Am 1. Februar 1934 soll er auf dem Weg zum Gestapogefängnis in der Prinz-Albrecht-Straße „auf der Flucht erschossen“ worden sein. |
|              | HIER ARBEITETE EUGEN SCHÖNHAAR JG. 1898 IM WIDERSTAND / KPD 'SCHUTZHAFT' 1933 ORANIENBURG ERMORDET 1.2.1934 VON GESTAPO BERLIN-WANNSEE AM KILOMETERBERG                             | Obere Beutau 6 ·                       | Eugen Schönhaar wurde am 30. Oktober 1898 geboren uns am 1. Februar 1934 in Berlin ermordet. Er war ein Sohn von Karl und Marie Schönhaar. Er wuchs in der Oberen Beutau 6 auf, war schon als Jugendlicher in der sozialistischen Jugend aktiv und absolvierte eine Lehre zum Eisendreher. Später war er Facharbeiter an der Maschinenfabrik Esslingen. 1916 wurde er wegen Teilnahme an einer illegalen Antikriegsdemonstration zu drei Monaten Haft verurteilt. 1917 wurde er an die Front geschickt, wo er verwundet wurde. Nachdem 1918 die KPD gegründet worden war, wurde er in dieser Partei aktiv. Ab 1920 gehörte er der Reichsführung der KJD an. Er wurde Redakteur der Jungen Garde und hatte führende Aufgaben in der Jugendinternationale, der Internationalen Arbeiterhilfe und dem Zentralkomitee der KPD in Berlin. Der Ehe mit seiner Frau Odette entstammt sein Sohn Carlo, der 1924 geboren und 1942 hingerichtet wurde. Ab 1920 wohnte die Familie in der Hindenburgstraße 48. Schönhaar organisierte nach der Machtübernahme der NSDAP antifaschistische Flugschriften. Er wurde am 11. November 1933 verhaftet und ins KZ Oranienburg gebracht. Am 1. Februar 1934 soll er auf dem Weg zum Gestapogefängnis in der Prinz-Albrecht-Straße „auf der Flucht erschossen“ worden sein. |
|              | HIER WOHNTE ODETTE SCHÖNHAAR JG. 1901 FLUCHT 1934 PARIS KONTAKT ZUM WIDERSTAND VERHAFTET 1942 GESTAPOHAFT BERLIN 1942 RAVENSBRÜCK BEFREIT / ÜBERLEBT                                | Hindenburgstraße 48 ·                  | Odette Schönhaar war die Frau von Eugen Schönhaar und die Mutter von Carlo Schönhaar. Sie überlebte das Gestapogefängnis und den Aufenthalt im Konzentrationslager. |
|              | HIER LERNTE ABRAHAM SCHWEIZER JG. 1875 DEPORTIERT 1942 THERESIENSTADT ERMORDET 1942 TREBLINKA                                                                                       | Abt-Fulrad-Straße 3 ·                  | Abraham Schweizer wurde am 3. Februar 1875 in Schopfloch bei Dinkelsbühl geboren und am 29. September 1942 im Vernichtungslager Maly Trostinez oder im Vernichtungslager Treblinka ermordet Er war der bislang einzige Rabbiner in Horb. Er absolvierte seine Schulzeit in Schwabach, an der Lateinschule in Esslingen und in Stuttgart und war nach seinem Studium und der Promotion bis 1913 in Weikersheim, danach bis 1936 in Horb als Rabbiner tätig. In der Reichspogromnacht verhaftet, kam er zunächst ins KZ Dachau, wurde wieder entlassen und 1941 nach Oberdorf am Ipf zwangsevakuiert. 1942 wurde er nach Theresienstadt deportiert, am 29. September desselben Jahres wurde er dann in ein Vernichtungslager transportiert und dort ermordet. |
|              | HIER STUDIERTE SIGMUND SELZ JG. 1888 EINGEWIESEN HEILANSTALT ZWIEFALTEN 'VERLEGT' 26.4.1940 GRAFENECK ERMORDET 26.4.1940 'AKTION T4'                                                | Beblingerstraße ·                      | Sigmund Selz (1888–1940) |
|              | SACHAR SOSSONOV JG. 1918 SOWJETUNION ZWANGSARBEIT FIRMA HIRSCHMANN VERHAFTET 1944 'KLEIDUNGSDIEBSTAHL' 1944 KZ DACHAU KZ FlOSSENBÜRG ERMORDET 20.1.1945                             | Obertürkheimer Straße 64 ·             | Sachar Sossonov |
|              | HIER WOHNTE JOSEF STARAPOLSKI JG. 1855 DEPORTIERT 1942 THERESIENSTADT ERMORDET 18.10.1942                                                                                           | Rilkestraße 15 ·                       | Josef Starapolski (oder Starapolski, wurde am 19. November 1855 in Kalvarija geboren und am 18. September 1942 im KZ Theresienstadt) ermordet. Er war von 1902 bis 1933 Vorbeter und Schächter der israelitischen Gemeinde in Esslingen. Er war unverheiratet und lebte zunächst in der Obertorstraße 28 und später im Erdgeschoss der Goethestraße (der heutigen Rilkestraße) 15. Am 7. Juli 1939 zog Staropolski, den die Malerin Dina Cymbalist porträtiert hatte, nach Herrlingen in das jüdische „Altersheim“, dessen erster männlicher Bewohner er damit wurde und das 1942 aufgelöst wurde. Die Bewohner wurden ins Schloss Oberstotzingen umgesiedelt und später deportiert. |
|              | HIER ARBEITETE KANTOR JOSEF STARAPOLSKI JG. 1855 DEPORTIERT 1942 THERESIENSTADT ERMORDET 18.10.1942                                                                                 | Im Heppächer 3 ·                       | Josef Starapolski (oder Starapolski, wurde am 19. November 1855 in Kalvarija geboren und am 18. September 1942 im KZ Theresienstadt) ermordet. Er war von 1902 bis 1933 Vorbeter und Schächter der israelitischen Gemeinde in Esslingen. Er war unverheiratet und lebte zunächst in der Obertorstraße 28 und später im Erdgeschoss der Goethestraße (der heutigen Rilkestraße) 15. Am 7. Juli 1939 zog Staropolski, den die Malerin Dina Cymbalist porträtiert hatte, nach Herrlingen in das jüdische „Altersheim“, dessen erster männlicher Bewohner er damit wurde und das 1942 aufgelöst wurde. Die Bewohner wurden ins Schloss Oberstotzingen umgesiedelt und später deportiert. |
|              | HIER WOHNTE AUGUSTE STERN JG. 1883 ZWANGSWEISE UMGESIEDELT 1941 BAISINGEN/ROTTENBURG DEPORTIERT 1942 IZBICA ERMORDET                                                                | Martinstraße 34 ·                      | Auguste Stern (1883–1942/45) |
|              | HIER WOHNTE EDITH STERN JG. 1913 EINGEWIESEN 1936 JACOBY'SCHE ANSTALT BENDORF-SAYN DEPORTIERT 1942 ERMORDET IN SOBIBOR                                                              | Martinstraße 34 ·                      | Edith Stern (1913–1942/45) |
|              | HIER WOHNTE HEINRICH STERN JG. 1879 DEPORTIERT 1941 RIGA ? | Martinstraße 34 ·                      | Heinrich Stern (1879–1941/45) |
|              | HIER WOHNTE ELSBETT SÜSSKIND JG. 1900 DEPORTIERT 1942 RIGA ? | Strohstraße 28 ·                       | Elsbeth Süßkind wurde am 6. Juli 1900 in Esslingen geboren. Ihre Eltern waren Josef Süßkind und dessen Frau Lina, geborene Kohnstamm. Das Paar hatte 1899 geheiratet und betrieb eine Kleiderhandlung. Die Eltern starben früh, ihre Mutter 1928 an Krebs, ihr Vater 1933 im Esslinger Krankenhaus. Süßkind arbeitete zunächst als Hausangestellte in verschiedenen jüdischen Haushalten. Im Jahr 1935 eröffnete sie einen Kaffee- und Schokoladenhandel in der Strohstraße 28. Ende November 1941 erhielt sie ein Schreiben der Jüdischen Kultusvereinigung Württemberg, sie solle sich bereithalten zu einem „Evakuierungstransport“. Am 28. November 1941 wurde sie von der Polizei angeholt und am 1. Dezember 1941 wurde sie mit der ersten großen Deportation vom Esslinger Hafenmarkt deportiert. Über den Nordbahnhof von Stuttgart wurde sie nach Riga in das Lager Gut Jungfernhof verschleppt. Elsbeth Süßkind wurde vermutlich dort sehr bald ermordet. |
|              | ALEXANDER TALAEW JG. 1926 RUSSISCHER ZWANGSARBEITER MASCHINENFABRIK ESSLINGEN LAGER BRÜHL VERDACHT: PLÜNDERUNG ÖFFENTLICH GEHÄNGT 18. OKT. 1942                                     | Neckarsteg ·                           | Alexander Talaew (1926–1942) |
|              | HIER WOHNTE RUDOLF WEBER JG. 1896 EINGEWIESEN 1920 HEILANSTALT WINNENTAL 'VERLEGT' 23.7.1940 GRAFENECK ERMORDET 23.7.1940 'AKTION T4'                                               | Mittlere Beutau 12 ·                   | Rudolf Weber (1896–1940) |
|              | HIER ARBEITETE META WOLFF VERH. GOTTSCHALK JG. 1902 FLUCHT IN DEN TOD 6.11.1941 BERLIN                                                                                              | Strohstraße 1 ·                        | Meta Wolff |